# Pocatello, Idaho
Pocatello (pronunție IPA, [ˌpoʊkəˈtɛloʊ]) este cel mai mare oraș din comitatul Bannock și sediul acestuia.  Pocatello se găsește în statul  Idaho,  Statele Unite ale Americii, având și o porțiune în Rezervația Fort Hall, respectiv în comitatul vecin Power, aflat la sud-vest de comitatul Bannock. Populația, conform recesământului din 2000, era de 51.466 locuitori (estimată la 53.932 în 2006), respectiv în aria metropolitană ajungând la 83.303.